# Kongres Združenih držav Amerike
Kongres Združenih držav Amerike je zakonodajna veja oblasti ZDA in vodilno telo ameriške zvezne vlade. Kot dvodomna ustanova združuje Predstavniški dom (The House of Representatives, spodnji dom) in Senat (Senate, zgornji dom). Predstavniški dom ima 435 članov (plus pet članov, predstavnikov iz Ameriške Samoe, Washingtona, Gvama, Severnih Marijanskih otokov, Portorika in iz Ameriških Deviških otokov); vsak predstavlja določeno okrožje, njegov mandat pa traja dve leti. Senat ima 100 senatorjev, ki imajo šestletni mandat. Vsaka zvezna država ima dva senatorja, ne glede na število prebivalstva. 
Ustava ZDA določa, da je zakonodajna oblast države Kongres. Zgornji in spodnji dom sta načeloma enakopravna, vendar se razlikujeta v pristojnostih. Izraz kongres se lahko nanaša tudi na posamezno sejo. Stavba, v kateri deluje Kongres, se imenuje Kapitol in stoji na Kapitolskem griču v Washingtonu.

## Zgodovina
Prvi kontinentalni kongres jeseni 1774 je bil zbor predstavnikov iz dvanajstih od trinajstih britanskih kolonij v Severni Ameriki. 4. julija 1776 je bila na drugem kontinentalnem kongresu sprejeta in potrjena Deklaracija neodvisnosti, v kateri se prvič omenja en narod in nova državna skupnost Združenih držav Amerike. 
Poglavja o konfederaciji so leta 1781 bili osnova za ustanovitev Konfederacijskega kongresa, tedaj enodomnega političnega telesa enakovrednih predstavnikov posameznih držav, s pravico veta na skoraj vse sprejete odločitve. Leta 1789 je bil ustabovljen sedanj dvodomni Kongres Združenih držav Amerike.
Slovenske korenine imata člana Kongresa Amy Klobuchar in Paul Gosar.